# Hafrafell (berg i Island, Austurland, lat 64,03, long -16,84)
Hafrafell är ett berg i republiken Island. Det ligger i regionen Austurland, 250 km öster om huvudstaden Reykjavík. 
Trakten runt Hafrafell är nära nog obefolkad, med mindre än två invånare per kvadratkilometer. Trakten runt Hafrafell är permanent täckt av is och snö.